# Heinrich August Lübben
Heinrich August Lübben, född 21 januari 1818 i Hooksiel, död 15 mars 1884 i Oldenburg, var en tysk språkforskare.
Lübben var verksam som bibliotekarie i Oldenburg. Han författade Mittelniederdeutsche Grammatik (1884) och, tillsammans med Karl Schiller, Mittelniederdeutsches Wörterbuch (sex band, 1871–1881) samt utgav från och med 1875 Jahrbuch des Vereins für niederdeutsche Sprachforschung.